# Tillamook (Oregon)
Tillamook (kiejtése: [ˈtɪləmʊk]) az Amerikai Egyesült Államok északnyugati részén, Oregon állam Tillamook megyéjében, a Tillamook-öböl délkeleti határán helyezkedik el, egyben a megye székhelye is. A várost 1891-ben alapították; nevét a 19. század elején a területen élő, salish nyelvet beszélő tillamook indiánokról kapta.
A 2010. évi népszámlálási adatok alapján 4 935 lakosa van. A város területe 4,4 km², melynek 100%-a szárazföld.
A város főbb látványosságai a repülőmúzeum és a sajtgyár; utóbbi szerepelt a Consider the Source sorozat egyik epizódjában.

## Történet
Franz Boas antropológus szerint a tillamook indiánok a parti salish népcsoport déli ága voltak, akiket a chinook indiánok elszeparáltak az északi törzsektől. Szerinte a Tillamook név chinook eredetű; egy Elim vagy Kelim nevű helységre utal. A település hivatalos nyelve a két nyelvjárásból összetevődő tillamook nyelv. A tillamookiak kultúrája egyre inkább különbözött az északi társaikétól; Boas szerint később inkább az észak-kaliforniai törzsek voltak rájuk hatással.

## Éghajlat
Tillamook időjárása enyhe és csapadékos; az óceán közelsége miatt a hőmérséklet kissé ugrálhat. November és április között az átlaghőmérséklet 6 és 10 °C között váltakozik, bőséges csapadékkal: november és január között egy hónapban minimum 330 mm esik. A hóesés ritka, de télen gyakoriak az árvizek.
Április és október között a csapadékmennyiség csökken ugyan, de még mindig magasabb, mint a Willamette Valley többi településén. Összehasonlításképpen: miközben egy év alatt Tillamookban 2 234 mm csapadék hullik, addig Portlandben mindössze 910. A nyarak rövidek és szárazak; az átlaghőmérséklet 13-15 fok körül van, habár néha akár 28-32 fok is lehet. A nyár a legszárazabb évszak, júliusban és augusztusban mindössze 34–34 mm csapadék hullik.
| Hónap                                                                          | Jan.  | Feb.  | Már. | Ápr. | Máj. | Jún. | Júl. | Aug. | Szep. | Okt. | Nov.  | Dec.  | Év    |
| ------------------------------------------------------------------------------ | ----- | ----- | ---- | ---- | ---- | ---- | ---- | ---- | ----- | ---- | ----- | ----- | ----- |
| Rekord max. hőmérséklet (°C)                                                   | 20,5  | 22,8  | 22,8 | 28,9 | 38,3 | 33,3 | 38,9 | 38,9 | 36,1  | 33,3 | 26,7  | 20,6  | 38,9  |
| Átlagos max. hőmérséklet (°C)                                                  | 10,7  | 11,8  | 12,9 | 14,3 | 16,2 | 18,0 | 19,7 | 20,4 | 20,2  | 16,8 | 12,7  | 10,1  | 15,3  |
| Átlaghőmérséklet (°C)                                                          | 6,8   | 7,2   | 8,2  | 9,3  | 11,4 | 13,3 | 14,9 | 15,2 | 14,1  | 11,3 | 8,4   | 6,2   | 10,5  |
| Átlagos min. hőmérséklet (°C)                                                  | 3,0   | 2,7   | 3,4  | 4,4  | 6,5  | 8,7  | 10,1 | 10,0 | 8,1   | 5,9  | 4,2   | 2,3   | 5,8   |
| Rekord min. hőmérséklet (°C)                                                   | −17,2 | −15,0 | −7,8 | −5,0 | −3,9 | −0,6 | 1,1  | 0,6  | −2,8  | −7,2 | −10,0 | −15,6 | −17,2 |
| Átl. csapadékmennyiség (mm)                                                    | 343   | 246   | 247  | 181  | 121  | 91   | 34   | 34   | 76    | 176  | 352   | 332   | 2233  |
| Forrás: Nemzeti Óceán- és Légkörkutatási Hivatal (NOAA) és The Weather Channel |       |       |      |      |      |      |      |      |       |      |       |       |       |

## Népesség

### 2010
A 2010-es népszámláláskor a városnak 4 935 lakója, 2 037 háztartása és 1 192 családja volt. A népsűrűség 1 120,8 fő/km². A lakóegységek száma 2 248, sűrűségük 510,6 db/km². A lakosok 86,5%-a fehér, 0,2%-a afroamerikai, 1,5%-a indián, 1,1%-a ázsiai, 0,8%-a a csendes-óceáni szigetekről származik, 6,9%-a egyéb-, 3% pedig kettő vagy több etnikumú. A spanyol vagy latino származásúak aránya 17,2% (15,8% mexikói, 0,1% Puerto Ricó-i, 0,1% kubai, 1,2% pedig egyéb spanyol/latino származású).
A háztartások 33,5%-ában élt 18 évnél fiatalabb. 39,9% házas, 13,5% egyedülálló nő, 5,1% pedig egyedülálló férfi; 41,5% pedig nem család. 34,5% egyedül élt; 15,4%-uk 65 éves vagy idősebb. Egy háztartásban átlagosan 2,41 személy élt; a családok átlagmérete 3,11 fő.
A medián életkor 33,7 év volt. A város lakóinak 27%-a 18 évesnél fiatalabb, 9,8% 18 és 24 év közötti, 26,2%-uk 25 és 44 év közötti, 23%-uk 45 és 64 év közötti, 14%-uk pedig 65 éves vagy idősebb. A lakosok 48,3%-a férfi, 51,7%-uk pedig nő.

### 2000
A 2000-es népszámláláskor a városnak 4 352 lakója, 1 758 háztartása és 1 105 családja volt. A népsűrűség 1 091,1 fő/km². A lakóegységek száma 1 898, sűrűségük 475,9 db/km². A lakosok 92,58%-a fehér, 0,16%-a afroamerikai, 1,22%-a indián, 0,71%-a ázsiai, 0,16%-a a csendes-óceáni szigetekről származik, 3,42%-a egyéb-, 1,77% pedig kettő vagy több etnikumú. A spanyol vagy latino származásúak aránya 11,12% (9,4% mexikói, 0,1% Puerto Ricó-i, 1,6% pedig egyéb spanyol/latino származású).
A háztartások 33,3%-ában élt 18 évnél fiatalabb. 44,7% házas, 12,5% egyedülálló nő; 37,1% pedig nem család. 32,1% egyedül élt; 13,1%-uk 65 éves vagy idősebb. Egy háztartásban átlagosan 2,46 személy élt; a családok átlagmérete 3,08 fő.
A város lakóinak 29,2%-a 18 évnél fiatalabb, 9,4%-a 18 és 24 év közötti, 28,1%-a 25 és 44 év közötti, 19,6%-a 45 és 64 év közötti, 13,6%-a pedig 65 éves vagy idősebb. A medián életkor 33 év volt. Minden 100 nőre 96 férfi jut; a 18 évnél idősebb nőknél ez az arány 92,1.
A háztartások medián bevétele 29 875 amerikai dollár, ez az érték családoknál $36 351. A férfiak medián keresete $28 458, míg a nőké $20 801. A város egy főre jutó bevétele (PCI) $15 160. A családok 11,8%-a, a teljes népesség 15,4%-a élt létminimum alatt; a 18 év alattiaknál ez a szám 18,2%, a 65 év felettieknél pedig 14,8%.

## Gazdaság
Tillamook gazdasága a tejüzemeken alapul. A várost körülvevő területeken szarvasmarhákat legeltetnek, melyek tejéből a közeli Tillamook Cheese Factory készít sajtot (elsősorban cheddart), jégkrémet, joghurtot és egyéb tejtermékeket. A gyár látogatóközpontját évente körülbelül egymillióan látogatják.
Ezenkívül a városnak kiterjedt faipara van, mely a 20. század közepén zajló erdőtüzek után próbál felállni. A leégett fák maradékai még láthatók az erdőben.
A városnak még nagy haszna van a partra látogató turistákból, akik közül néhányan nyaralót is vásárolnak.

## Nevezetességek

### Repülőmúzeum
A város déli részén, az egykor a második világháború léghajói által használt hangárban található a több mint 30 harci repülőgépet bemutató Tillamook Air Museum. A hangár a Naval Air Station Tillamook (Tillamooki Haditengerészeti Légi Bázis) tulajdona; jelenleg az American Blimp Corporation bérli. Eredetileg két hangár volt; a másik 1992-es tűzeset során megsemmisült. Mindkét hangár őserdei fák felhasználásával készült, ez a gerendákon látható.

### Sajtgyár
A Tillamook Cheese Factory a Tillamook County Creamery Association's eredeti gyára. Látogatóközpontja évente egymillió látogatót fogad. Bemutatják a sajt- és jégkrémkészítést, és -csomagolást. A látogatóközpont önállóan, vezetés nélkül járható be; útközben több prezentációt is vetítenek, valamint elhelyeztek interaktív kijelzőket is. 1967 előtt szervezett túrák keretében a gyár területe is bejárható volt, de ezekkel egészségügyi- és biztonsági előírások miatt felhagytak.

## Oktatás
Tillamook iskolái a Tillamook School District (Tillamooki Iskolakerület) tagjai.
A városnak 3 általános- és 7 középiskolája, valamint egy főiskolája van. Ezek a következők:
- Általános iskolák: East Elementary School, Liberty Elementary School, South Prairie Elementary School
- Középiskolák: Tillamook Junior High School, Tillamook High School, Trask River High School, Wilson River School (alternatív oktatás)
- Főiskola: Tillamook Bay Community College

## Média

### Rádióadók
A városban több csatorna is befogható:
- KTIL-AM: korábban beszélgetős műsorokat, ma 70-es évekbeli zenéket, és sportközvetítéseket sugároz[15]
- KTIL-FM: countryzene és interjúműsorok[16]
- KDEP-FM: korábban klasszikus rockot, ma modern zenét játszik[17]

Több médiaszemélyiség is a KTIL-nél kezdte karrierjét. Legismertebb közülük a saját talkshowt vezető Lars Larson, aki 16 évesen kapott először állást a rádiónál.

### Újságok
A város nyomtatott lapja, a Headlight Herald szerdánként jelenik meg; ezenkívül Tillamook megye rendelkezik saját online lappal (tillamookcountypioneer.net).

## Közlekedés
A várostól nem messze található a Tillamook Airport, amely a Tillamook és Astoria közötti teherszállító repülőket szolgálja ki.
A helyi és helyközi/távolsági buszokat a Tillamook County Transportation District működteti. A várost korábban a Port of Tillamook Bay vasútvonalon is meg lehetett közelíteni, de ez egy 2007-es vihar során olyan súlyos károkat szenvedett, hogy nem állították helyre.

## Fordítás
Ez a szócikk részben vagy egészben  a   Tillamook, Oregon című angol Wikipédia-szócikk ezen változatának fordításán alapul.  Az eredeti cikk szerkesztőit annak laptörténete sorolja fel. Ez a jelzés csupán a megfogalmazás eredetét és a szerzői jogokat jelzi, nem szolgál a cikkben szereplő információk forrásmegjelöléseként.